# Ядерце

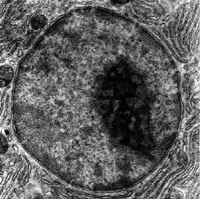
Мікрофотографія клітинного ядра з ядерцем

Ядерце — немембранний внутрішньоядерний субкомпартмент, характерний для усіх без винятку ядерних організмів. Організований у вигляді комплексу білків і рибонуклеопротеїдів, що формується навколо ділянок ДНК, що містять гени РНК — ядерцевих організаторів. Основна функція ядерця — збирання рибосомних субодиниць.
У ядерці розрізняють три основних структурних компоненти, що відповідають різним етапам біогенезу рибосом: фібрилярний центр (ФЦ), щільний фібрилярний компонент (ЩФК) і гранулярний компонент (ГК). На початку мітозу відбувається розбирання ядерець, а по закінченню мітозу вони збираються знову. На сьогодні є дані про участь ядерець у процесах, не пов'язаних із біогенезом рибосом — наприклад, у стресовій відповіді, збиранні частинок розпізнавання сигналу; окрім цього воно взаємодіє з багатьма вірусами. Ядерце бере участь у розвитку багатьох захворювань людини, зокрема карциномного росту і, можливо, нейродегенеративних і автоімунних хвороб.

## Історія вивчення

Клітинне ядро, всередині якого ядерце (клітина людини)

Уперше ядерця були виявлені італійським натуралістом Феліче Фонтаною у 1774 році. Перші достовірні описи ядерця були виконані незалежно Рудольфом Вагнером (1835 рік) і Габріелем Густавом Валентином (1836 і 1839 роки). У 1898 році Монтгомері випустив монументальну монографію, присвячену ядерцю; праця містила 346 рукописних малюнків ядер і ядерець із різних біологічних об'єктів. У 1930-х роках декількома дослідниками (Навашин, Еміль Хайц, Барбара МакКлінток) було встановлено, що ядерця виникають на особливих ділянках хромосом, названих ядерцевими організаторами. У 1960-х були опубліковані результати низки основоположних експериментів, що показали, що ядерця є місцями біогенезу рибосом. У наступні роки основними напрямками у вивченні ядерець були дослідження їхньої структури, процесу збирання рибосом, визначення різних структурних компонентів рибосом. На рубежі століть стали з'являтися дані про нові функції ядерця, ніяк не зв'язані з біогенезом рибосом.

## Структура
Ядерце — найбільш помітна видима структура ядра, наявна у всіх еукаріотичних організмах. Протягом довгого часу вважалося, що єдиним організмом, позбавленим ядерець, є дипломонада Giardia lamblia, однак нещодавно і в нього було описане дуже маленьке ядерце. Ядерце — найщільніша структура еукаріотичної клітини. Щільність ядерця зумовлена високим вмістом білка (до 70-80 % сухої маси). Крім білка, ядерце містить 5-14 % РНК і 2-12 % ДНК.
За допомогою методу електронної мікроскопії в цій немембранній органелі вдалося виділити три структурних компоненти, що відповідають різним стадіям біогенезу рибосом: фібрилярний центр (ФЦ), щільний фібрилярний компонент (ЩФК) і гранулярний компонент (ГК). Фібрилярні центри сформовані фібрилами діаметром близько 5 нм; вони частково оточені щільно запакованими фібрилами, що утворюють щільний фібрилярний компонент. Гранулярний компонент складається з гранул діаметром 15-20 нм. У ядрах фібробластів людини на частку щільного фібрилярного компоненту випадає 15 % об'єму ядерця, а на частку гранулярного компонента — 75 %. У ядерцях вищих рослин частка ЩФК значно більша. У ядерцях дріжджів Saccharomyces cerevisiae виявлені лише ЩФК і ГК.
У ядрах різних клітин, а також і в ядрі однієї і тієї ж клітини в різні моменти її життєдіяльності кількість ядерець, їх форма і розміри можуть бути різними. Часто в ядрах міститься лише 1-2 ядерця, але їх може бути 5-7 і більше.

## Функції
Функції ядерець:
- синтез рРНК;
- утворення субодиниць рибосом;
- синтез ядерних білків (гістонів).

Основною функцією ядерця є синтез субодиниць рибосом в еукаріотичних клітинах. Проте багато ядерцевих білків здійснюють зовсім інші функції — наприклад, беруть участь у відповіді на клітинний стрес і взаємодіють із вірусними білками.
У геномі клітини є спеціальні ділянки, так звані ядерцеві організатори, що містять гени РНК (рРНК), навколо яких і формуються ядерця. У ядерці відбувається синтез рРНК РНК полімеразою I, її дозрівання, збірка рибосомних субчастинок. У ядерце локалізуються білки, які беруть участь у цих процесах. Деякі з цих білків мають спеціальну послідовність — сигнал ядерцевої локалізації (NoLS, від англ. Nucleolus Localization Signal). Слід зазначити, найвища концентрація білка в клітині спостерігається саме в ядерці. У цих структурах було успішно локалізовано близько 600 видів різних білків, причому вважається, що лише невелика їх частина дійсно необхідна для здійснення ядерцевих функцій, а інші потрапляють туди не специфічно.